# Keudelbach
Keudelbach ist eine Wüstung im Westen des Gebiets der Gemeinde Kirchheim im Landkreis Hersfeld-Rotenburg in Nordhessen.

## Lage
Die Siedlung befand sich an bisher nicht genau identifizierter Stelle im Frielinger Grund, wahrscheinlich nördlich von Frielingen im Tal des Kisselbachs, vermutlich etwa bei 50° 51′ 43″ N, 9° 32′ 28″ O.

## Geschichte
Der Ort wird 1388 erstmals urkundlich erwähnt und war 1427 bereits wüst. Er war Besitz der Abtei Hersfeld als Lehnsherr, gehörte zum Gericht Niederaula und war meist, gemeinsam mit Heiligenborn und Armederode, als Zubehör eines Burgsitzes in Hattenbach bzw. eines ursprünglich mit diesem verbundenen Ritterguts in Frielingen verlehnt. Er kam 1648 mit dem säkularisierten Fürstentum Hersfeld an die Landgrafschaft Hessen-Kassel.